# Michael Jakobsen
Michael Jakobsen (ur. 2 stycznia 1986 w Kopenhadze) – duński piłkarz występujący na pozycji obrońcy w australijskim klubie Adelaide United.

## Kariera klubowa
Michael Jakobsen zawodową karierę rozpoczął w 2002 w Boldklubben af 1893. W 2003 przeniósł się do PSV Eindhoven, w barwach którego rozegrał tylko jeden mecz w Eredivisie – 28 marca 2004 w przegranym 1:3 spotkaniu z Willem II w 84 minucie zmienił Kaspera Bøgelunda. Jakobsen postanowił zmienić klub i ostatecznie w lutym 2005 podpisał kontrakt z Aalborg BK. W nowej drużynie zadebiutował 13 marca w zremisowanym 1:1 pojedynku ligi duńskiej przeciwko Brøndby. Przez cały sezon Jakobsen rozegrał piętnaście ligowych spotkań, natomiast podczas rozgrywek 2006/2006 wystąpił w 28 meczach. W sezonie 2006/2007 duński obrońca w 32 występach zdobył sześć goli i był jednym z najlepszych strzelców w swoim zespole.
W sezonie 2007/2008 Jakobsen także wystąpił w 32 meczach pierwszej ligi, razem z AaB wywalczył mistrzostwo Danii i zapewnił sobie awans do eliminacji Ligi Mistrzów. AaB w eliminacjach wyeliminowało najpierw bośniackie FK Modriča Maxima, a następnie litewskie FBK Kaunas. W rundzie grupowej drużyna z Aalborgu zajęła trzecie miejsce – została wyprzedzona przez Manchester United i Villarreal CF, natomiast sama wyprzedziła Celtic F.C. Trzecie miejsce dało AaB możliwość gry w Pucharze UEFA. W nim duński klub wyeliminował Deportivo La Coruña, jednak w 1/8 finału przegrał po serii rzutów karnych z Manchesterem City. Jakobsen rozegrał już dla swojego zespołu ponad 100 ligowych spotkań, setny występ zanotował 21 kwietnia 2008 w zremisowanym 1:1 pojedynku z Esbjerg fB.
Latem 2010 Jakobsen przeszedł do Almeríi. W Primera División zadebiutował 29 sierpnia w zremisowanym 0:0 meczu z CA Osasuna.
W 2012 Jakobsen wrócił do Danii i został zawodnikiem FC København. W sezonie 2012/2013 wywalczył z nim mistrzostwo Danii. Latem 2013 został wypożyczony do FC Nordsjælland. W 2014 przeszedł do klubu Esbjerg fB.
14 maja 2018 podpisał dwuletni kontrakt z Adelaide United.

## Kariera reprezentacyjna
Jakobsen rozegrał 72 mecze i strzelił 19 goli dla młodzieżowych reprezentacji Danii. W kadrze do lat 21 zadebiutował 1 czerwca 2005 w przegranym 1:2 spotkaniu z Finlandią. Ostatni mecz rozegrał natomiast 15 października 2008 przeciwko Serbii, a Duńczycy przegrali 0:1. W 2002 Jakobsen został wybrany najlepszym piłkarzem w kraju do lat 17.
W seniorskiej reprezentacji Danii Jakobsen zadebiutował 28 marca 2009 w wygranym 3:0 meczu eliminacji do Mistrzostw Świata 2010 z Maltą, kiedy to rozegrał pełne 90 minut.